# Olivia Sanchez
Olivia Sanchez (Parijs, 17 november 1982), is een voormalig tennisspeelster uit Frankrijk. In 2007 ontving zij een wildcard voor Roland Garros – zij verloor in de eerste ronde. Zij was actief in het proftennis van 1998 tot en met 2011. Haar hoogste positie op de WTA-ranglijst is de 90e plaats, die zij bereikte in juni 2008.

## Posities op deWTA-ranglijst
Positie per einde seizoen:
| jaar | rang enkelspel | rang dubbelspel |
| ---- | -------------- | --------------- |
| 1998 | 711            | 744             |
| 1999 | 547            | 700             |
| 2000 | 430            | 700             |
| 2001 | 387            | 836             |
| 2002 | 366            | 479             |
| 2003 | 304            | –               |
| 2005 | 639            | –               |
| 2006 | 198            | –               |
| 2007 | 138            | 761             |
| 2008 | 151            | 705             |
| 2009 | 315            | –               |
| 2010 | 124            | 430             |
| 2011 | 548            | –               |

## Resultaten grandslamtoernooien
| Legenda | Legenda                          |
| ------- | -------------------------------- |
| g.t.    | geen toernooi gehouden           |
| l.c.    | lagere categorie                 |
| –       | niet deelgenomen                 |
| G       | uitgeschakeld in de groepsfase   |
| 1R      | uitgeschakeld in de eerste ronde |
| 2R      | uitgeschakeld in de tweede ronde |
| 3R      | uitgeschakeld in de derde ronde  |
| 4R      | uitgeschakeld in de vierde ronde |
| KF      | uitgeschakeld in de kwartfinale  |
| HF      | uitgeschakeld in de halve finale |
| F       | de finale verloren               |
| W       | het toernooi gewonnen            |
| w-v     | winst/verlies-balans             |

### Enkelspel
| Toernooi        | 2007 | 2008 | 2009 | 2010 | 2011 |
| --------------- | ---- | ---- | ---- | ---- | ---- |
| Australian Open | –    | –    | –    | –    | –    |
| Roland Garros   | 1R   | 2R   | 1R   | 2R   | 1R   |
| Wimbledon       | –    | –    | –    | –    | –    |
| US Open         | 1R   | 1R   | –    | –    | –    |

### Vrouwendubbelspel
| Toernooi        | 2007 | 2008 |
| --------------- | ---- | ---- |
| Australian Open | –    | –    |
| Roland Garros   | 1R   | 1R   |
| Wimbledon       | –    | –    |
| US Open         | –    | –    |